# Джудзядзяо
Джудзядзяо (на китайски: 朱家角镇; на пинин: Zhūjiājiǎo) е древен град, разположен в района Цинпу, провинция Шанхай, КНР. Има население от 94 067 души (2020).
Името на града означава „Фамилното имение на рода Джу“ и в миналото е бил прочут с производството на тъкани и търговията с ориз. Джудзядзяо е възникнал към IV век и е разположен върху множество канали в покрайнините на Шанхай. Над 36 каменни моста и многобройни канали очертават силуета на града, а многото древни сгради все още са запазили първоначалния си облик от времената на династиите Мин (1368 – 1644) и Цин (1644 – 1911). Най-известният мост в града е Фаншън, а най-посещаваният е Хуеймин, който е и единственият дървен мост в Джудзядзяо. Друга забележителност в града е градината Къджъ, в която се намира Павилионът на лунната гледка.